# Crassispira
Crassispira är ett släkte av snäckor. Crassispira ingår i familjen Turridae.

## Bildgalleri

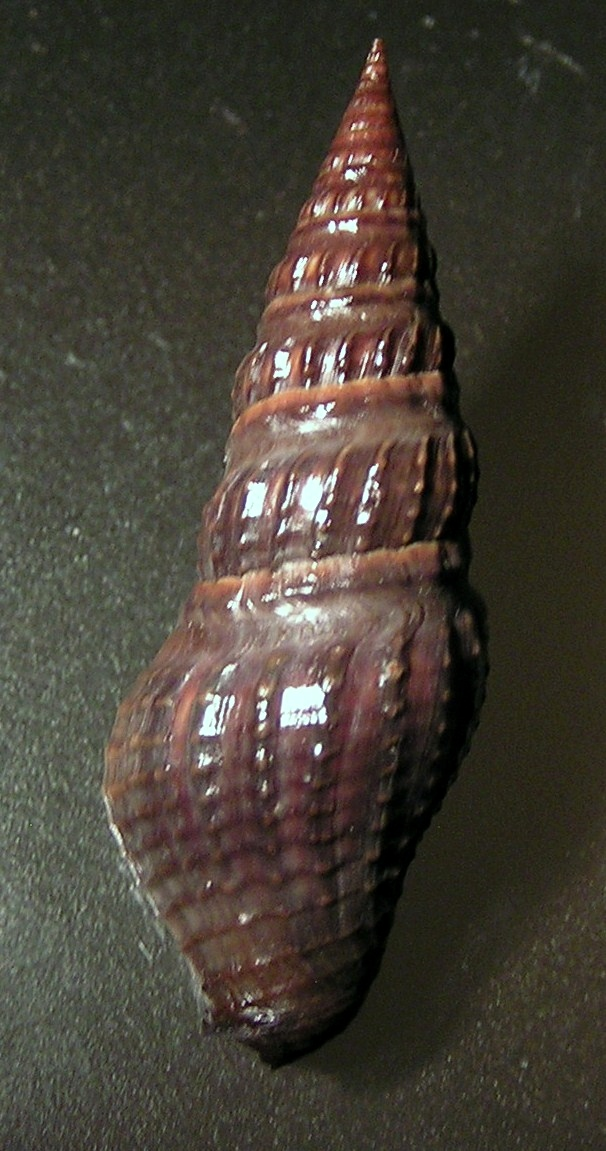
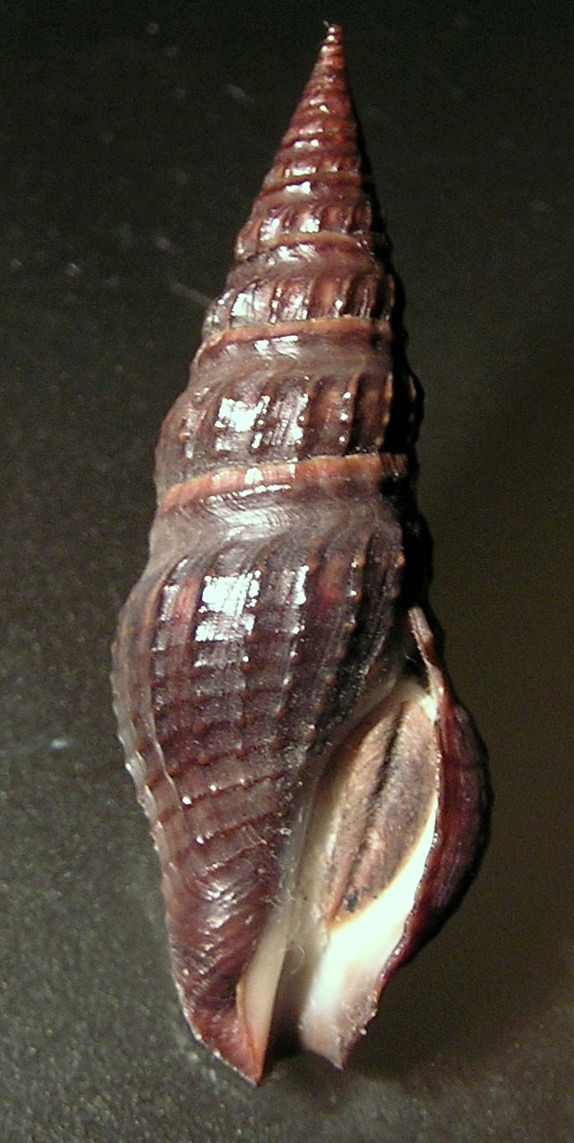

## Dottertaxa tillCrassispira, i alfabetisk ordning[1]
- Crassispira adonis
- Crassispira albinodata
- Crassispira albomaculata
- Crassispira apitoa
- Crassispira appressa
- Crassispira bacchia
- Crassispira brujae
- Crassispira candace
- Crassispira chacei
- Crassispira cortezi
- Crassispira cubana
- Crassispira dichroa
- Crassispira discors
- Crassispira drangai
- Crassispira ericana
- Crassispira fuscescens
- Crassispira granulosa
- Crassispira greeleyi
- Crassispira gundlachi
- Crassispira haliostrephis
- Crassispira halis
- Crassispira hexagona
- Crassispira incrassata
- Crassispira kluthi
- Crassispira leucocyma
- Crassispira liella
- Crassispira mamona
- Crassispira maura
- Crassispira melonesiana
- Crassispira monilifera
- Crassispira monilis
- Crassispira montereyensis
- Crassispira nigerrima
- Crassispira nigrescens
- Crassispira nymphia
- Crassispira ornata
- Crassispira ostrearum
- Crassispira phasma
- Crassispira pluto
- Crassispira polytorta
- Crassispira quadrifasciata
- Crassispira rhythmica
- Crassispira rudis
- Crassispira rugitecta
- Crassispira rustica
- Crassispira sanibelensis
- Crassispira semiinflata
- Crassispira stillmani
- Crassispira suimaca
- Crassispira tainoa
- Crassispira tampaensis
- Crassispira tepocana
- Crassispira trimariana
- Crassispira turricula
- Crassispira unicolor
- Crassispira xanti
- Crassispira zebra